# Hédervári család

A Héderváriak címere a 15. századig

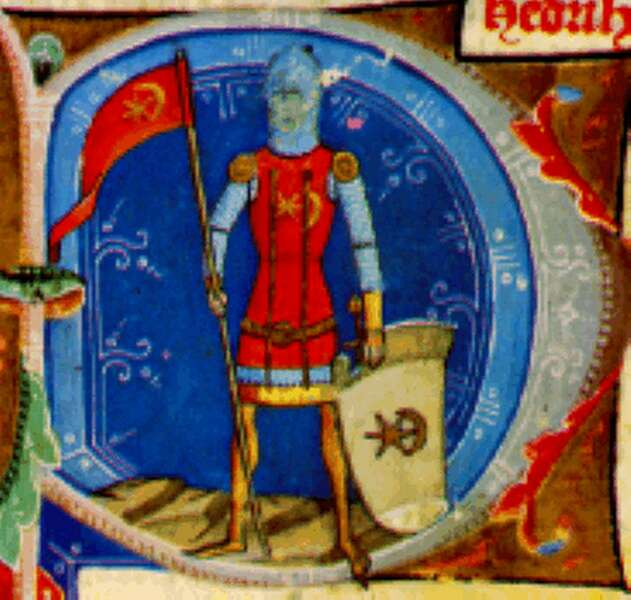
Henrik, a Héderváriak őse, Képes krónika

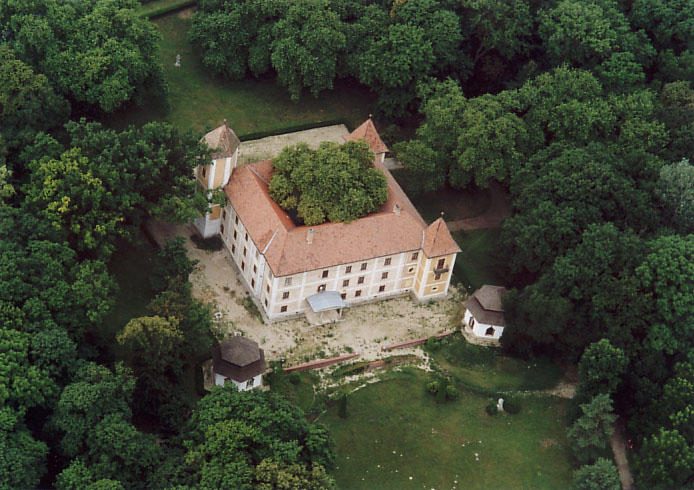
A hédervári kastély

A mára már kihalt Hédervári család a Héder nemzetség egyik ága. A nemzetség a történelemben nagy szerepet játszott, Németországból, a Hennenburgi vagy Houmburgi grófoktól vette eredetét.

## Történetük
A 14. században már sűrűn felbukkan Hédervár település neve az oklevelekben, különböző formákban. 1314-ben Péter orvos nevénél tűnik fel Hédervár „de Castro Hedrici”, majd 1317-ben, Dezső mester említésekor „de Heydreh” formában, 1322 „in castri Hedrici” alakban, azután az 1330. évi oklevélben két változatban: „Hedrukvar”, illetve „Hderukvara”. Az 1322-es oklevélben Leupold, azaz Lipót leszármazottai a Héder várának szigetéről származóknak vallották magukat.
Az okleveles említésekből is világosan kiderül, hogy a Héder név német eredetű, s csak összetett változatban jelenik meg: Héderfája (Kis-Küküllő vármegye, ma Románia), Hedrekhely, Hederhel (Somogy vármegye). Ezért egyesek a Héder személynevet a Hédervári család nevéből vagy a Hédervárból származtatják, és az oklevélkiadók alkotásának tartják, esetleg feltételezik, hogy valamilyen történeti munkában keletkezett.
Valójában Hédervár nevének Héder tagja a német eredetű Hedrich személynévből alakult ki. A második tagja, a magyar „vár” főnévből származik. Azaz a latin „Castrum Hedrici” magyar fordításának „Hedrich vára” összevonásából jött létre, úgy, hogy a „vára” szó birtokos személyragja elmaradt. A Héder név jelentése Kristó Gyula szerint „körülkerített birtokán uralkodó”. Mindenesetre a település egy erdőirtáson nyert tisztáson alakult ki a mai Zsidó-domb környékén. 1540 után már csak a Héder változat szerepelt előtagként.
Érdekes megemlíteni, hogy a közelben volt még egy másik Hédervár is. A Hont-Pázmány nembeli Szentgyörgyiek építettek a környéken egy erősséget a 14. században. A Bazinhoz tartozó „Hedvará”-ban Szentgyörgyi János 1361-ben engedélyt kapott új vár építésére, ezután a helynév többet nem fordul elő. Ma már nem tudjuk, hol állt, régebben Pesty Frigyes a Csallóközbe helyezte.
A Héderváriak a privilégiumok és a katonaság birtokában, az adományozások révén sorra megszerezték az egymás után kialakuló szigetközi falvak feletti uralmat. Az előkelő családnak szüksége volt az erősségre, és nem csak erejének bizonyítására. Igazán félelmetes ellenséges erő először a tatárjárás idején (1241–1242) gyürkőzött a falaknak. A vár stratégiai jelentősége abban állt, hogy a Győr–Magyaróvár útvonalon talán az egyetlen erősség volt.
Egy ilyen család otthona, székhelye szükségszerűen fejlődésnek indult, s méltán válhatott a térség központjává, az élet biztosabb volt a vár tövében, főként a Szigetköz vízrajzi körülményei között.
A mai Zsidó-dombon emelt nemzetségi központ 13–14. századi létezését az ásatások és az itt talált Árpád-kori cserepek is megerősítették. Az erősség eredetileg negyven-ötven méter átmérőjű lehetett. Mindenesetre e régészeti eredmények nem támasztják alá Járdányi Paulovics István feltételezését, hogy a várat, pontosabban annak egyik tornyát egy római őrtorony alapjaira emelték, és ezt bővítették tovább. Ez az erősség a mai falu közepén, a kastélypark végén állt, s vizesárokkal övezték. Az ezt megelőző 12. századi favár nyomait nem sikerült megtalálni.
1241-ben, amikor a tatárok az országba betörtek, és a muhi csata után végigpusztították az északi részeket, Frigyes osztrák herceg, kihasználva az ország szerencsétlen helyzetét, megtámadta a nyugati országrészt, és elfoglalta Győr várát. Hadai Hédervárt is kirabolták és felégették. Ezután az elkeseredett lakosság fegyvert fogott, az osztrák sereget megverte, a várat visszafoglalta, és az ellenséges katonákat megégette.
Alig verték ki az osztrák csapatokat, a befagyott Dunán átkelő tatárhordák pusztították végig a környéket. Osztozott a sziget sorsában Hédervár is. 1271-ben II. Ottokár cseh király hadainak pusztítását szenvedte el a lakosság. Feldúlta Hédervárt, a magyar csapatok Csák Péterrel az élükön verték ki az országból. A csehek két esztendő múlva ismét betörtek, és Ottokár utasítására az összes elfoglalt helységet földúlták és kirabolták. Árulás révén Győr is a kezükre került. A Hédervárral szomszédos Ráróról feljegyezték, hogy a több hónapos megszállás alatt csaknem teljesen elpusztult.
A Hédervári család középkori neves személyiségeinek tetteit megörökítették a krónikák is. Elhíresült Dezső esete Károly Róbert havasalföldi hadjáratában (1330), ahol páncélt cserélt királyával, így halt hősi halált, megmentve a király életét. A nemes cselekedetet két miniatúra örökítette meg a Képes krónikában. Thuróczi János krónikája is megemlékezik a hősi tettről: „A király pedig elcserélte címeres fegyverzetét Dénes fia Dezsővel, ezt pedig mivel azt hitték róla, hogy ő a király – kegyetlenül legyilkolták. A király kevesed magával tudott megmenekülni, néhány hű emberének védelme alatt.”
1348. szeptember 5-én Nagy Lajos király megadta a Hédervári családnak a pallosjogot, tehát a teljes körű ítélkezési jogkört jobbágyaik felett. „Mi, Lajos, Isten kegyelméből Magyarország királya, kijelentjük…, hogy Héder nembeli Hédervári Miklós fia Miklós mester felségünkhöz járulva jó emlékű István testvérével hűségét és hűséges szolgálatait kinyilvánította, és kezünkbe ajánlotta… István fiaival, Miklóssal, Györggyel, Jánossal és Mihállyal együtt. Mivel birtokaikra jószágaikra különböző tolvajok, latrok és más gonosztevők járnak, azzal kívánjuk biztatni őket, hogyha valamely ártó szándékkal közeledő gonosztevőt az előbbiek közül birtokaik határán belül elfognak, szabadon cselekedhessenek ezek méltó elítélésében és megbüntetésében” – szól az oklevél szövege magyarul.
A szájhagyomány a hédervári Parázsszeg dűlőnevet a középkori istenítéletekben szereplő parázsszék, tüzesvaspróba helyszíneként azonosítja, és úgy tudják, a Hédervári uraság is ezen a területen ítélkezett pallosjogát gyakorolva. Sokan azt tartják, hogy a Viczayak által állított Pietà-szobor engesztelésképpen került éppen erre a helyre.
Hédervári Kont István összeesküvése Luxemburgi Zsigmond ellen vérbe fulladt, 1388-ban több társával együtt kivégezték. Thuróczi János a krónikájában így ír a gyászos eseményről: „Ezek a vitézek kóborolva bejárták az ország vidékeit, és ez Zsigmond király gyalázatára volt. Ezért ő gyanakodva, hogy felkelést szerveznek ellene, elhatározta, hogy elfogatja őket… Mikor azonban Haram városához érkeztek, súlyos bilincseket raktak rájuk, és kocsin Buda városába szállították őket. A nemesek… összebeszéltek, hogy ha a király színe elé kerülnek, egyetlen üdvözlő szóval sem tisztelik meg… Ezért heves haragjában Buda városában, Szent György vértanú piacán lefejeztette őket. Némelyek azt állítják, hogy Kont István, amikor a lefejezés büntetését el kellett szenvednie, a hóhér csapását szembefordulva akarta fogadni, szemtől szembe, és azt mondta, hogy ő már sokszor és szemrebbenés nélkül nézett szembe a fenyegető halállal, és most sem fél tőle… Kivégzésük után azonban Kont István Csóka nevű kardhordozója feltartozhatatlan könnyekben tört ki”, s a következőket vágta Zsigmond király fejéhez: „Sohasem szolgálnálak téged, te cseh disznó.” Ezek után őt is kivégezték.
Tettét az utókor dicsőnek nevezte, személye a szabadságért küzdő és mártírhalált halt hős jelképe lett. Irodalmunk nagyjait is megihlette tettük és gyászos haláluk. Arany János, Petőfi Sándor, Garay János énekelte meg hősiességüket. Garay Kont című versében így: Harminc nemes Budára tart / Szabad halálra kész; / Harminc nemes bajtárs előtt / Kont a kemény vitéz, / De térdet zsarnok úr, hogy úgy / Dúlsz minket és e hont / Nem hajt neked sem e sereg, / Sem Héderváry Kont!
Kont hagyományát a mai napig őrzi Héderváron a Kont-fa és a körülötte kialakított emlékhely. Úgy mesélik, a főúr ez alatt a fa alatt gyűlt össze társaival, és itt szervezték meg összeesküvésüket.
Hédervári Lőrinc (1413–1447) is jeles személy, bárói címre érdemesítették, diplomata, és az ország nádora is volt. A család vele érkezik a fénykorához. Jelentős hatalmának bizonyítéka, hogy a Héderváriak Pozsony védelmére 1435-ben két zászlóalj katonát állítottak ki. Lőrinc 1433-ban a hédervári báróság bárójaként nyújtotta be Rómában IV. Jenő pápának kérelmét a hédervári Boldogasszony-kápolna számára búcsú engedélyért, és bűnbocsánatért maga és a családja számára.
A vitézség és dicső tettek mellett a család egyes tagjai nem rettentek vissza a törvénytelenségektől sem vagyonuk gyarapítására. Egy 1395-ben kelt oklevél – amely egyébként először említi a hédervári várat és várnagyot – így örökíti meg a sajátos „vagyonszerzést”: az országbíró felszólítja a pozsonyi káptalant, hogy „…személyes megjelenésre idézze meg Hédervári Jánost, és szólítsa fel, hogy állítsa elő a várnagyot, Bálintot és ennek hozzátartozóit, mivel ezek május 9-én, uruk, Hédervári János parancsára az óbudai apácáknak tárnoki birtokáról 49 szarvasmarhát, hét lovat, 27 sertést és ugyanannyi kecskét elhajtatottak. Az elrabolt jószágból egy ökröt Hédervári János megtartott magának, a többit pedig eladta, mint már a királyi parancsra… tartott vizsgálat be is igazolta.” A Szigetköz legnagyobb birtokosai is többször idézték perbe őket hatalmaskodás vádjával.
A család virágzásával természetesen a falu is gyarapodott. Ez megnyilvánult például az építkezésekben. Bővítették várukat, és még a középkorban felépült a Boldogasszony-templom. A mai, egy gondozott parkkal övezett templom első említése írásos forrásban csak 1643-ban tűnik fel. A láthatóan jóval régebbi épületet már feltárták, és építését a 15. század első felére teszik. Templom vagy kápolna minden bizonnyal állt korábban is, ha más célra nem, egyszerűen a főúri család igényeinek kielégítésére. A Historia Domus szerint már 1296-ban létezett a családi temetkezési hely, ez fölé épült fel a templom. A középkorban, pontosabban a 15. század derekán készült az a márvány keresztelőkút is, amelyet már említettünk – a sokkal korábbi legendás évszámmal.
1443-ban egy, a budai káptalan által kiadott oklevél Hédervárt már mezővárosként említi. Az oklevél azt az egyezséget örökíti meg, amely a Héderváriak és a Tamásiak között jött létre. Eszerint, ha valamelyik család magtalanul kihal, annak birtokai a másik félre szállnak. Az oklevél az első fennmaradt dokumentum, amely a család birtokainak teljességre törekvő számbavételét tartalmazza. Megnevezik „Lőrinc nádor és az ő fia, Imre várainak, kastélyainak, mezővárosainak, birtokainak, birtokrészeinek nevei[t]: …nemkülönben Hédervár vára és városa, valamint a birtokrészek…”, így például Hédervár közelében: Olthwa, Gywlwez, Selew, Darnow, Remethe, Bodak, Zolnok, Lypolthfalwa, Gomboldus, Assowan, Raro, Sekethew, Fayz, Zenthpal, Panthe, Chanad, Dunazeg, Ladamer, Hedreh, Zamor, Wyfalw, Radwan, Medwe, Kendermedwe, Zabady, Zygeth, Ettewen, Gyewr, Kysbarthy. A család tulajdonolt még birtokokat Komárom, Moson, Veszprém, Győr, Pozsony, Tolna, Somogy, Pest, Baranya, Pozsega, Fejér, Valkó, Csanád és Bihar megyében is.
A család az 1604-ben élt V. Istvánig virágzott, annak Katalin (Viczay Jánosné) nevű unokájával 1658-ban kihalt.

### A család címere

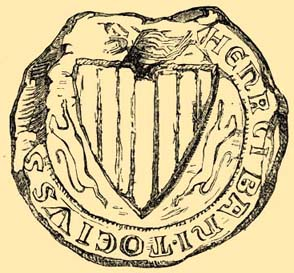
Németújvári Henrik bán pecsétje

Az ősi, 13 századi nemzetségi címer vörös mezőben három ezüst cölöp. E címer tűnik fel Hédervári János püspöki vikárius 1347 évi pecsétjén. A Héder-nemzetségből eredő Tamási és Rohonci családok később vörössel és ezüsttel ötször hasított címert használtak, amelyet átvettek a Hédervári család tagjai. 1440-ben Hédervári László pannonhalmi apát már az utóbbi címert használta.

A család címere - Wágner által kiadott - V. János pecsétjéről ismert:
Függőlegesen kétfelé osztott vért, a jobb-oldali osztály ismét vízszintessen alsó és felső udvart képez, a felsőbben az ősi címer: a három függőleges csík látható; az alsóban hátulsó lábain álló koronás oroszlán, kinyújtott első lábakkal.
A vért jobb oldali osztályában szintén az előbb leírttal megegyező oroszlán áll.
A vért fölötti sisak koronáján kiterjesztett szárnyakkal koronás egyfejű fekete sas emelkedik ki.
A sisak két oldaláról a vértet szokásos foszladék veszi körül.

### Ismertebb tagjai

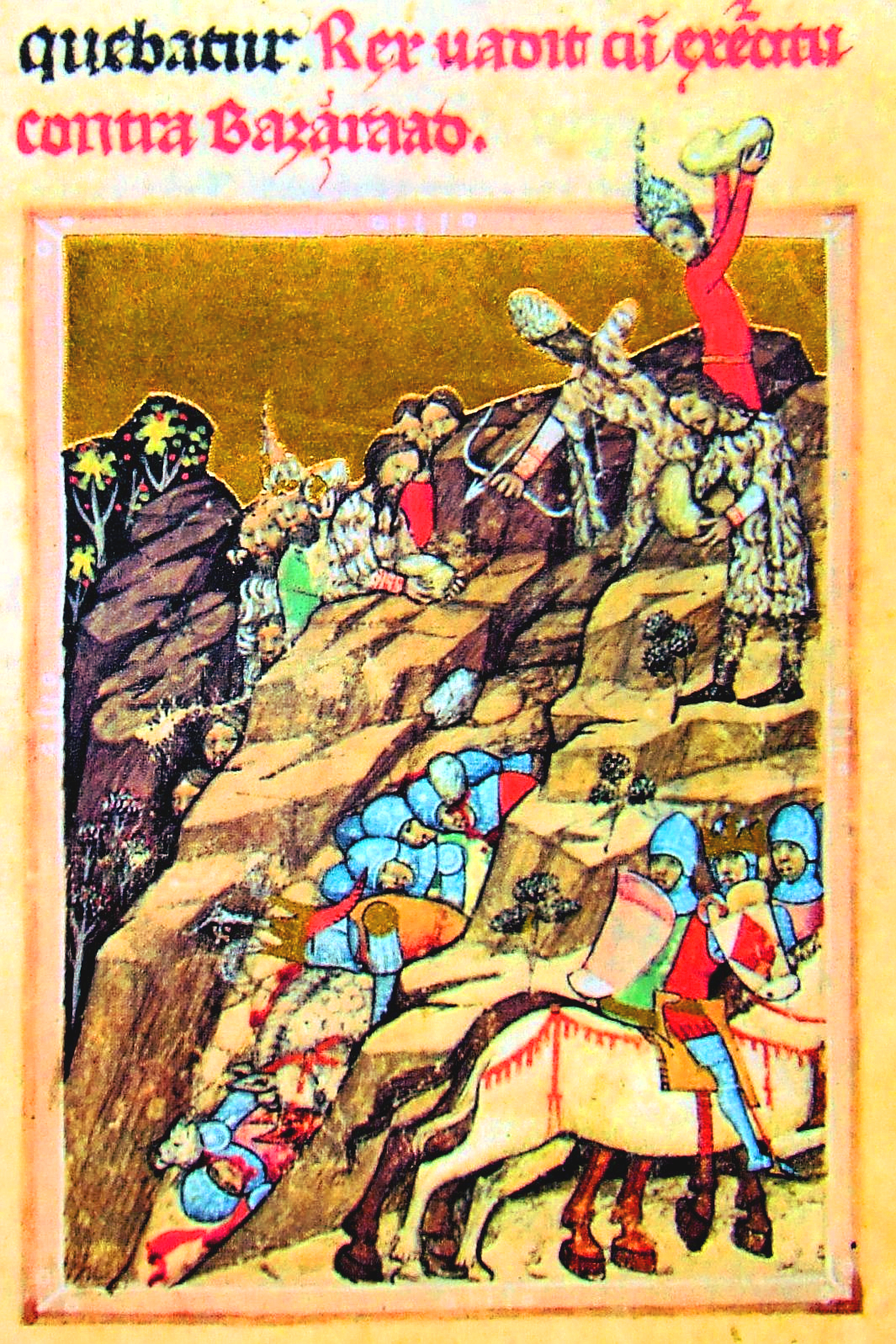
„A király pedig elcserélte címeres fegyverzetét, amit azután Dezső, Dénes fia öltött magára…” A véres csata jelenete, a holtak között az átöltözött Dezső vitéz Anjou sisakdíszes holtteteme fekszik. Így a havasalföldiek Hédervári Dezsőt hitték a királynak és őt ölték meg

Hédervári Dezső a hősies önfeláldozás és nemeslelkűség példaképe Hédervári Dénes fiaként került az Anjouk udvarába, majd 1322–1327-ig Erzsébet királyné országbírája volt. 1326 és 1330 között soproni főispán és világosvári várnagy volt, majd 1330-ban Károly Róbert-el együtt indult Basarab havasalföldi vajda ellen. A magyar sereg azonban a Kárpátok egyik szorosában csapdába került, a krónikás szerint „olyanok voltak, mint a varsában megfogott halak”. A posadai csatában a vlachok négy napon át mészárolták a magyarokat. Maga a király is csak egy alattvalójának önfeláldozása árán menekülhetett meg. A krónika leírása szerint: „A király pedig elcserélte címeres fegyverzetét, amit azután Dezső, Dénes fia öltött magára…”. Így a havasalföldiek Hédervári Dezsőt hitték a királynak és őt ölték meg. Károly Róbert így is csak nehezen menekült meg néhány híve védelme alatt.
Hőstettéért özvegye férje korábbi szolgálati helyét kapta meg jutalmul.
III. Miklós, királyi főajtónálló, 1364-től országbíró.
Hédervári Lőrinc (1437, 1447) nádor.
Héderváry László (? - 1468) egri püspök
Héderváry III. István (1541), Győr vármegye alispánja.
Héderváry VIII. István (1604), első felesége: Nebojszai Balogh Zsuzsanna, második felesége: Andrássy Katalin.
Héderváry IX. István, felesége: galántai báró Esterházy Erzsébet.
Khuen-Héderváry Károly, a Magyar Királyság 17. miniszterelnöke (1910–12).